# Ancien tramway d'Amiens
Cet article concerne le tramway qui a fonctionné de 1888 à 1940. Pour le projet actuel de tramway à Amiens, voir Tramway d'Amiens.
L'ancien tramway d'Amiens était un réseau de transports en commun desservant le chef-lieu de la Somme de 1888 à 1940. Il est l’ancêtre de l'actuel réseau de bus de la métropole, exploité sous le nom d'Ametis.

Carte animée de l'évolution des infrastructures ferroviaires de l'agglomération d'Amiens, dont celle du tramway, de 1885 à 1950.

## Histoire

### L'élaboration du réseau
Un premier réseau de tramway à traction hippomobile fut déclaré d'utilité publique le 10 octobre 1887, suivant la réglementation des voies ferrées d'intérêt local (VFIL) de la loi de 1880, et concédé pour 45 ans à Léon Vercken de Vreuschmen (1828 – 1892), patricien belge,, également promoteur du projet de tramway qui aurait dû relier Étrépagny à Tourny (Eure) et de l'ancien tramway de Reims.
Celui-ci, long de 10,676 km, était constitué de deux lignes perpendiculaires à voie métrique, qui empruntaient les voies suivantes (suivant la toponyme de l'époque) : 
- Église de Saint-Acheul, rues Jules-Barni et rue de Noyon, gare du Nord, place Saint-Denis, rues Allard, des Jacobins, de la République, la place Gambetta, les rues Delambre, Gresset, Saint-Jacques, de la Hotoie, des faubourgs du Cours, de la Hotoie et de Hem, jonction de la route d'Abbeville et de la route de Senarpont (vers Montières)
 Un embranchement se détachant à la rue du Château-Milan, suivant cette rue, traversant la Somme sur le pont Cagnard, passant grande-rue de Saint-Maurice jusqu'à l'entrée du cimetière de la Madeleine.
Une voie ferrée de la place Saint-Denis à la place Gambetta, par la rue des Trois-Cailloux, pourrait être demandée ultérieurement par la ville.
- Église Saint-Pierre (carrefour de la route de Corbie et de la RN 29), Grande rue du Faubourg-Saint-Pierre, chaussée Saint-Pierre, les rues Saint-Leu, du Bloc, Flatters, des Sergents, place Gambetta, les rues Duméril, de Beauvais, du Lycée, l'esplanade Saint-Roch, les rues Saint-Jean, de la Prairie. Le terminus était prévu « vers l'allée située entre l'usine Descat et le peignage Duvette, et qui, du chemin du Petit-Saint-Jean, conduit à l'hippodrome ». 
Un embranchement partant de l'angle de la rue du Lycée et de la rue de Beauvais, traversant les boulevards, et se terminant à l'intersection de la rue Saint-Honoré (route de Conty) avec la RN 16[1].

Toutefois, l'exemple du tramway de Rouen, électrifié dès 1896, ainsi qu'un rapport réalisé par un ingénieur civil, M. Villars, incita la municipalité à envisager de transformer son réseau en tramway électrique, profitant de clauses insérées dans le cahier des charges de la concession, qui prévoyait que « Dès que l'exploitation sur les réseaux de tramways dans d'autres villes sera faite par des machines automotrices, M. Vercken s'engage à employer pour la traction des tramways d'Amiens le système qui lui sera proposé par l'administration municipale, lequel devra être approuvé par l'autorité supérieure ».

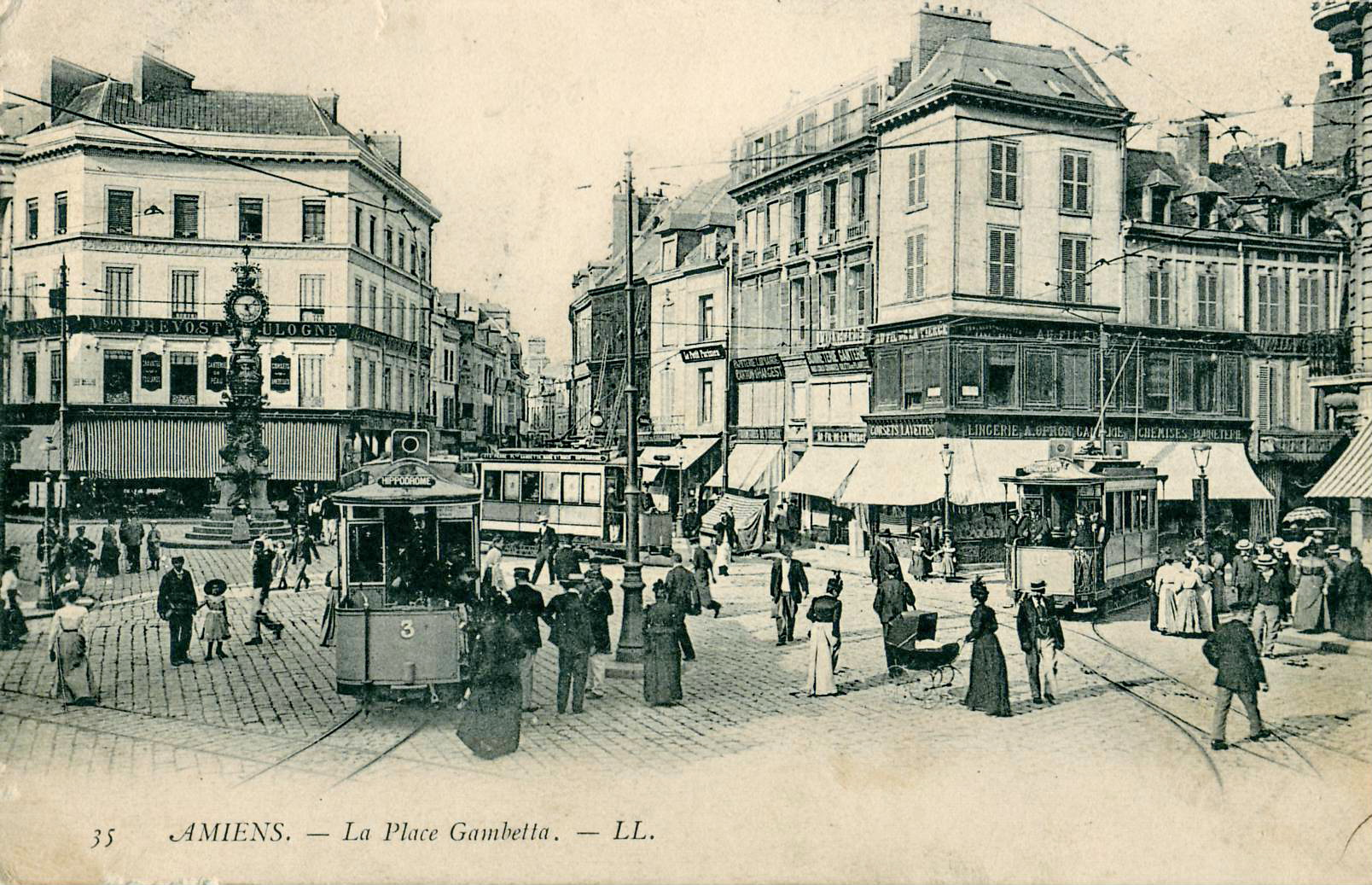
La place Gambetta était le cœur du réseau du tramway d'Amiens.
On voit ici trois tramways, dont les motrices 3 et 16.

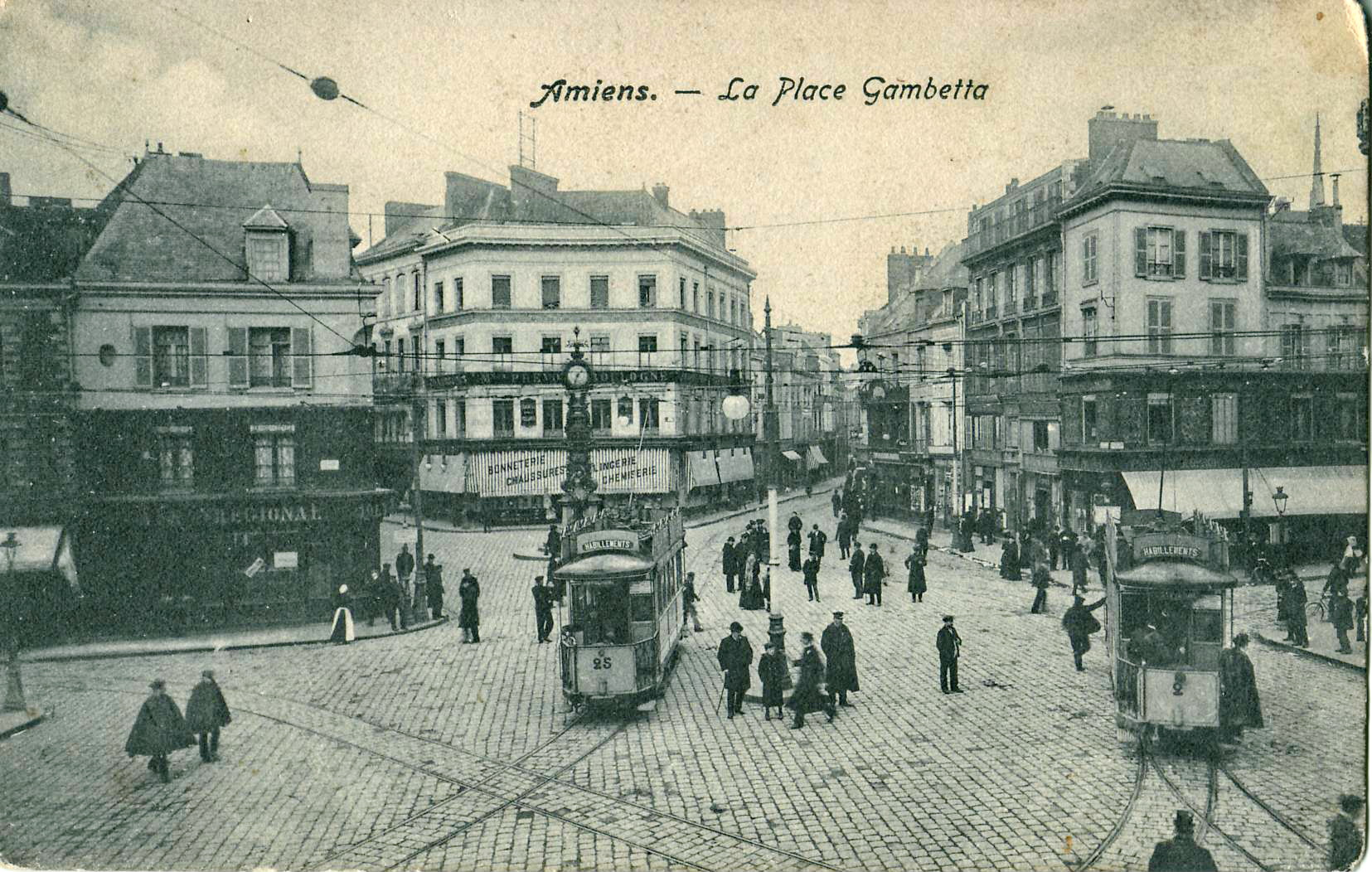
Autre vue de la Place Gambetta, avec les tramways no 2 et 25.

M. Vercken de Vreuschmen n'ayant pu respecter les délais de réalisation des travaux se retrouve déchu de la concession (décret du 14 mars 1891), et une nouvelle concession est passée, avec le même cahier des charges le 13 novembre 1890 avec la Société Anonyme des Tramways d'Amiens, avec, entre autres conditions, l'obligation de mettre en service le tramway avant le 1er mai 1891.
Un décret du 1er septembre 1899 déclare également d'utilité publique la création ou l'extension de diverses lignes et adopte un second cahier des charges, qui prévoit notamment que lorsque les prolongements seront exécutés, la traction électrique devra être en service sur tout le réseau.
En 1906, le réseau avait sa structure définitive, avec les lignes suivantes : 
- ligne 1 : Place Gambetta - Saint-Acheul
- ligne 2 : Place Gambetta - Montières
- ligne 3 : Place Gambetta - Châteaudun
- ligne 4 : Gare du Nord - Place Gambetta - Route de Rouen
- ligne 4bis : Gare du Nord - Place Gambetta - Hippodromes
- ligne 5 : Place Gambetta - Madeleine
- ligne 6 : Gare du Nord - Saint-Pierre - Place Gambetta
- ligne 7 : Gare du Nord - Henriville - Place Gambetta[8].

Toutes les lignes se croisaient donc sur l'étroite place Gambetta, à proximité de l'hôtel de ville.

### La Compagnie des tramways d'Amiens
La CTA, signataire de la convention de rétrocession de 1890, avait alors comme représentant M. Adrien Gacon. Cette société, constituée le 27 mars 1889 avait son siège à Paris, 30 rue Saint-Georges.
La CTA, dont l'un des actionnaires majeurs historiques était la Compagnie française Thomson-Houston, très important fabricant de matériels pour tramway électriques, intégra ultérieurement le groupe de la CGEA.

### Fin de l'exploitation
Les 19 et 20 mai 1940, lors de la Bataille de France, la ville d'Amiens subit d'importants bombardements de l'armée allemande, qui, entre autres, endommagèrent gravement le dépôt de Saint-Acheul, et détruisirent la totalité des motrices.
Le fonctionnement du réseau cessa, et ne fut jamais repris, .
Les CTA avaient d'ailleurs commencé à introduire les autobus dès 1932, avec quatre Citroën C6G1 destinés à assurer une ligne Amiens - Longueau. La CTA utilisa pendant la Guerre des autobus parisiens et versaillais, de type PN, transformés pour utiliser le gaz de ville.

## Infrastructure

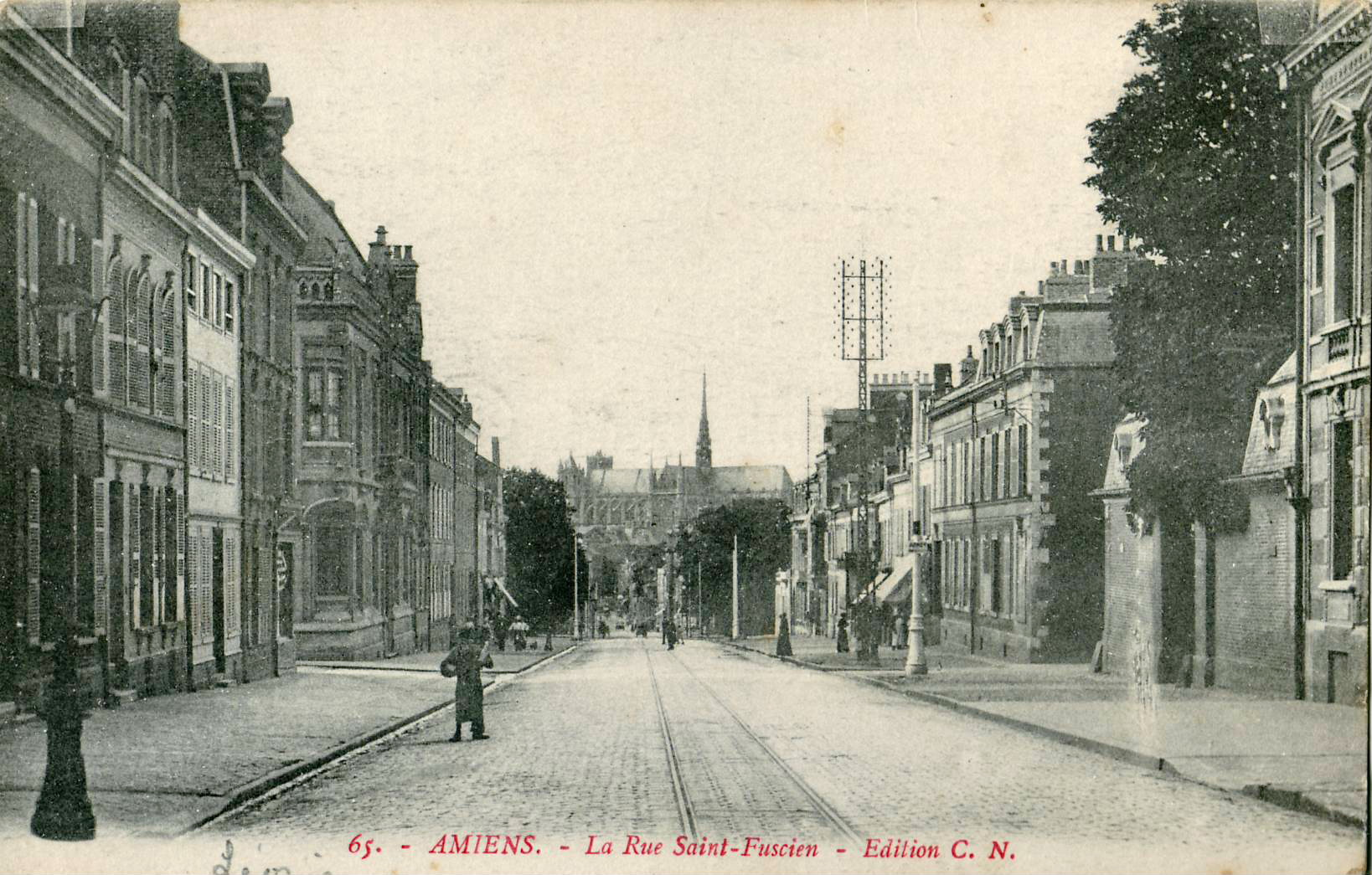
La voie unique du tramway, en plein milieu de la Rue de Saint-Fuscien.
Le trafic était suffisamment faible pour que cela ne crée pas de graves difficultés de circulation

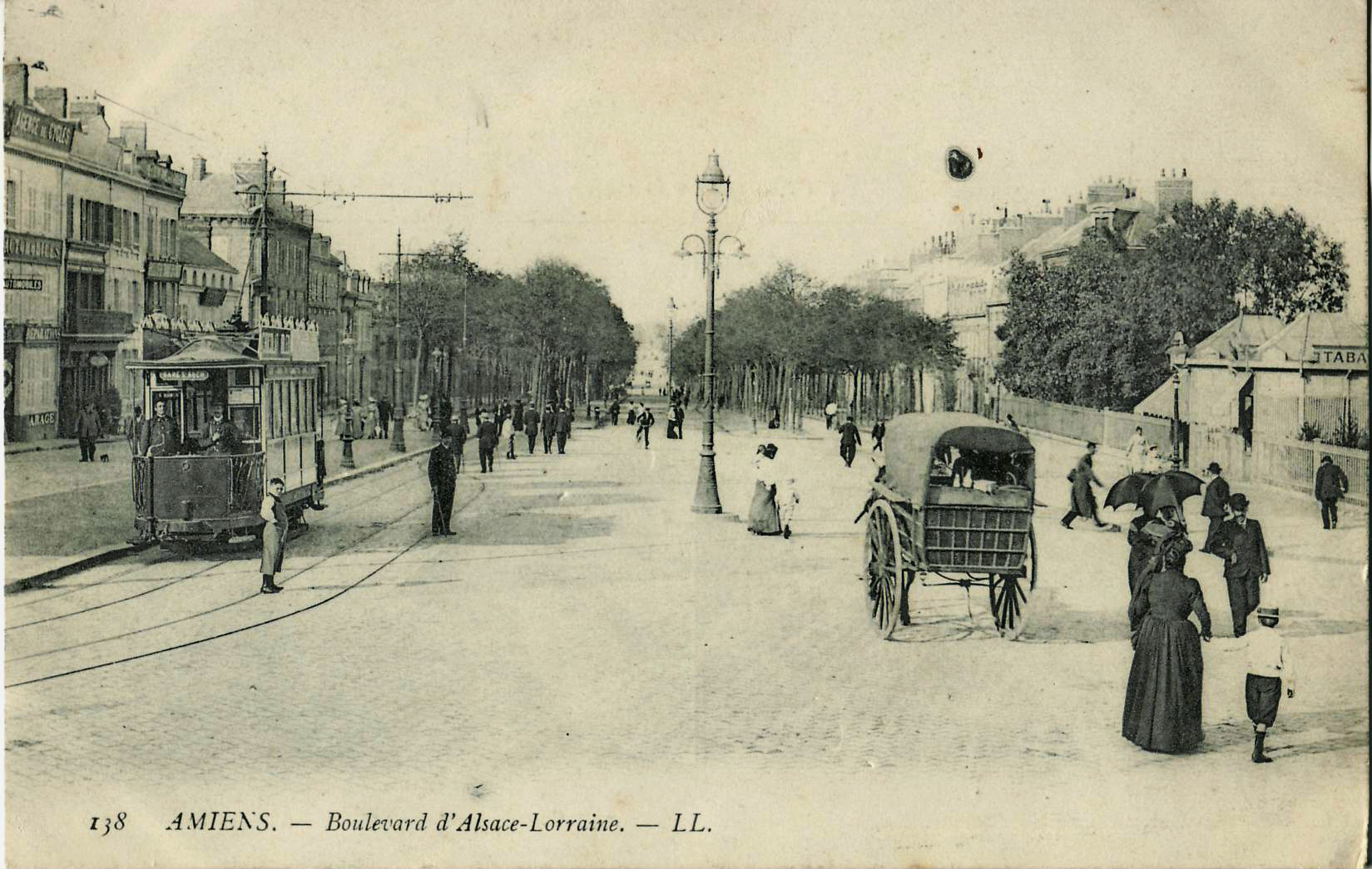
Tramway stationnement sur l'évitement de la Gare du Nord

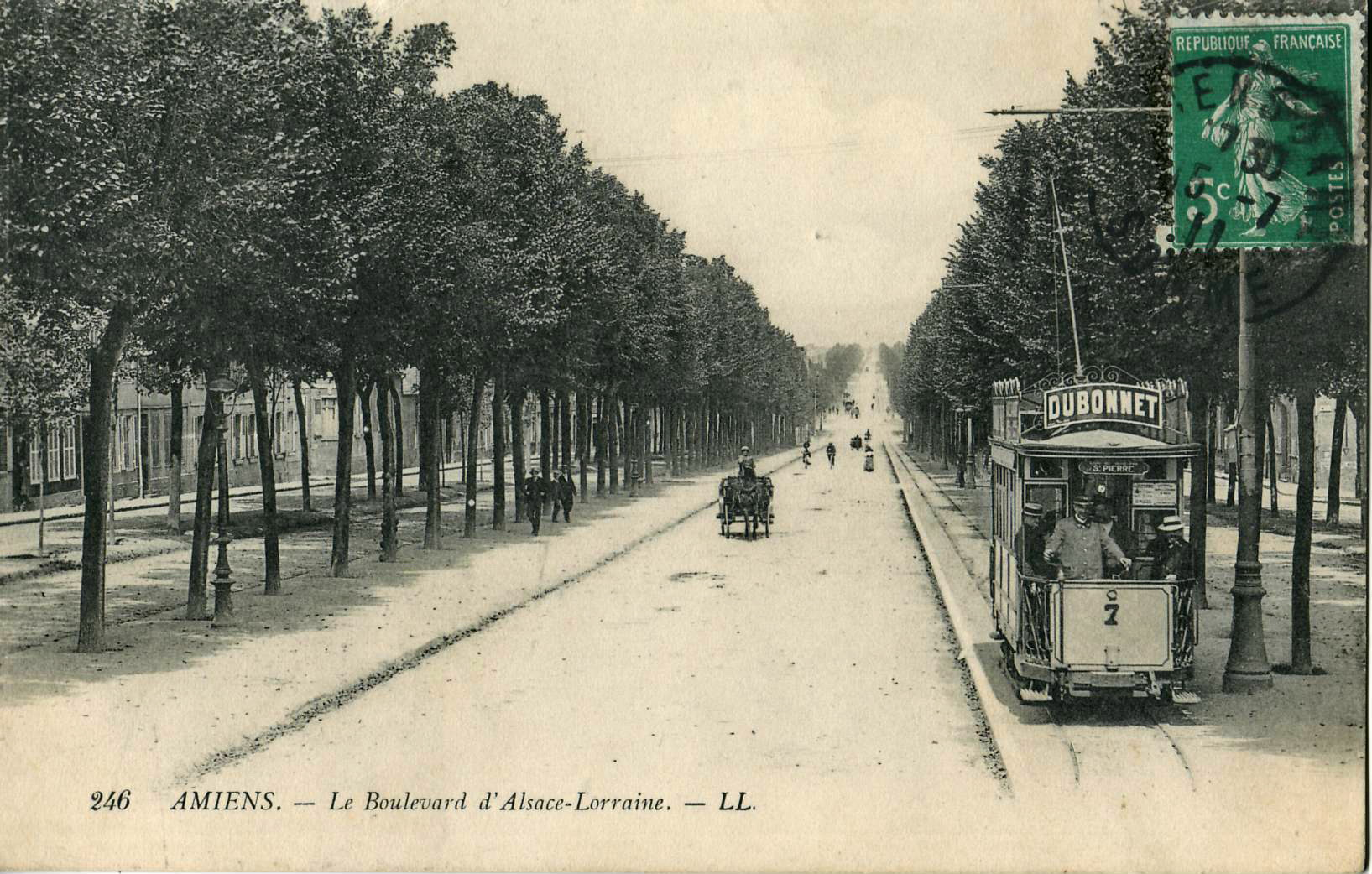
Motrice no 7 sur la voie unique du boulevard d'Alsace-Lorraine

Le réseau était à voie métrique, et les voitures avaient un gabarit étroit de  1,80 m., selon les cahiers des charges de la concession, afin de pouvoir circuler dans les rues étroites du centre-ville, .
Le réseau était pour sa plus grande partie à voie unique, avec des évitements aux stations, permettant le croisement des rames. Toutefois, la ligne 1 avait un tracé à double voie, rues de Noyon et Jules Barni, et le tronc commun entre la Place Gambetta et la rue de Noyon comprend deux parcours à sens unique opposés, l'un par la rue des Trois-Cailloux (sens est-ouest) et l'autre par la rue des Jacobins (sens ouest-est) jusqu'à la Place Gambetta. De celle-ci à la Place de l'Hôtel de Ville, un nouveau parcours à sens unique opposés, l'un par la rue Duméril (Ouest-Est) et Delambre (Est-Ouest) poursuivait le tracé à double voie.
Les voies se trouvaient implantées dans la chaussée des rues, sauf un tronçon de la ligne 6, qui disposait d'une partie en site propre sur la contre-allée des boulevards d'Alsace-Lorraine et de Beauvillé.

### La voie

Rails. De gauche à droite :
- type UIC 60,
- type Vignole,
- type Broca ou à gorge, typique des voies de tramway car permettant l'implantation de la voie dans la chaussée,
- type double champignon symétrique,
- et double champignon asymétrique

Les voies situées dans la chaussée étaient constituées par des rails, type Broca, initialement de 36 kg/m, puis, pour certaines sections, 50 kg/m. les rares sections en accotement étaient équipées de rails type Vignole, de 30 kg/m. Le rayon des courbes ne pouvait être inférieur à 15 m et les rampes supérieures à 50 ‰. L'entrevoie des évitements et autres sections à double voie devait être d'au moins 1,30 m. Un espace libre de 1,10 m. devait être laissé entre la limite de la voie publique et le matériel des tramways, pour servir de trottoir, et une largeur libre de chaussée d'au moins 2,60 m. devait être respectée pour permettre à une voiture de se ranger pour laisser passer le tramway.

### Les arrêts

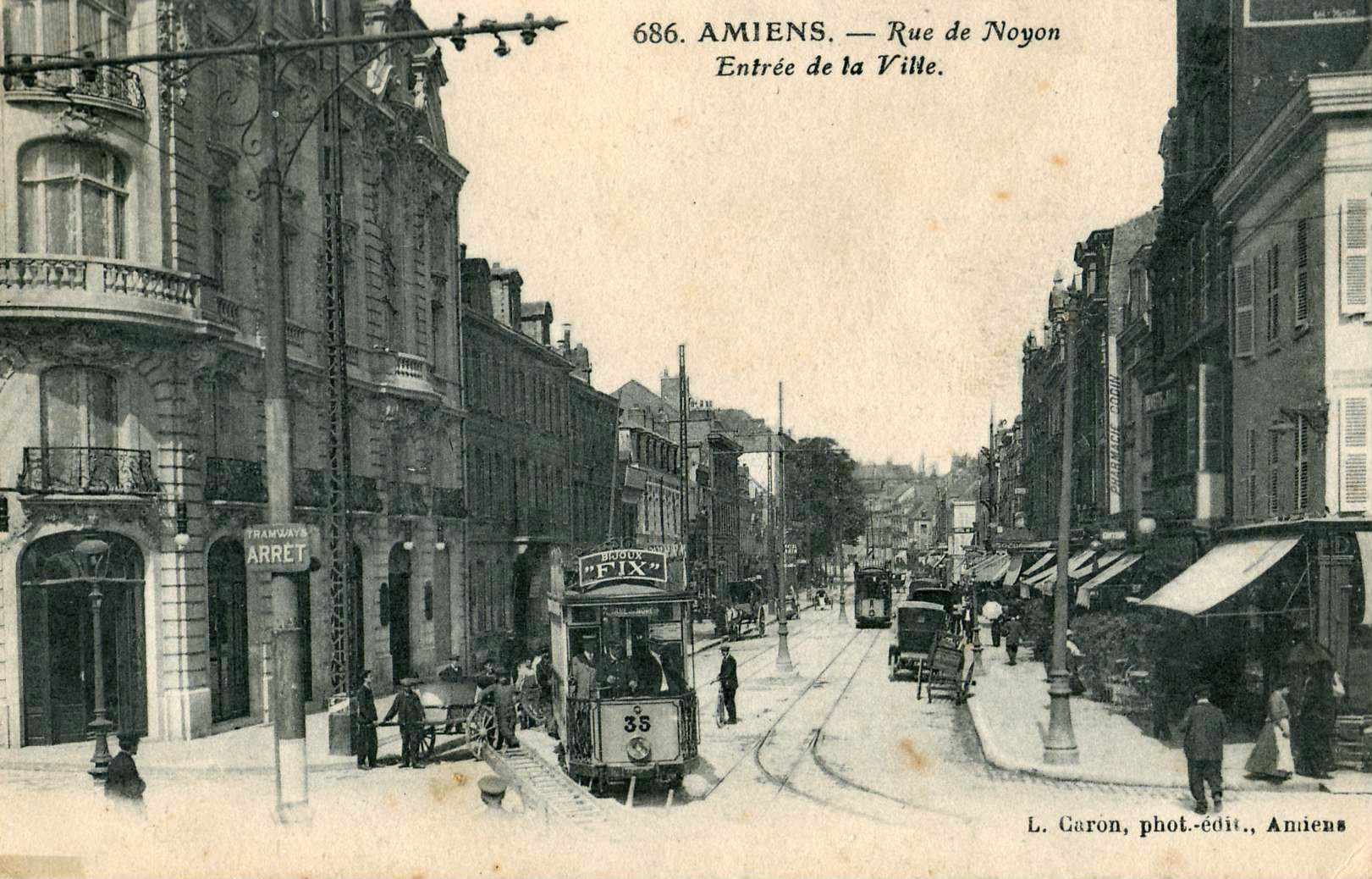
La station de la rue de Noyon, avec la plaque rectangulaire « Tramways / Arrêt »

Les cahiers des charges successifs stipulaient que « les voitures devront s'arrêter en pleine voie pour prendre ou laisser des voyageurs sur tous les points du parcours ».
Des arrêts étaient néanmoins matérialisés par de simples plaques rectangulaires aux coins tronqués fixées sur les poteaux de la ligne ou sur les façades, blanches et barrées de bandes horizontales rouges pour les arrêts obligatoires, blanches et barrées d'une bande diagonale bleue pour les arrêts facultatifs.
Le second cahier des charges prévoyait que la compagnie pourrait être astreinte à installer au moins huit abris à voyageurs sur la ligne.

### Signalisation
Comme la quasi-totalité des tramways de l'époque, leur conduite s'effectuait en marche à vue, c'est-à-dire que le conducteur devait être capable d'arrêter son tramway à tout moment pour éviter un obstacle, et ne pouvait s'engager dans une section à sens unique que s'il pouvait constater qu'aucun tramway ne s'y était déjà engagé dans l'autre sens.
Quelques signaux lumineux étaient toutefois implantés dans les secteurs où la visibilité était insuffisante, en particulier au croisement implanté rue Saint Honoré sur la ligne 3, à proximité de la rue Pagès.

### Dépôt
Le dépôt se trouvait dans le faubourg de Saint-Acheul, chaussée Jules-Ferry, à 300 mètres environ au-delà du terminus de l'église de Saint-Acheul.
Il comprenait une cour desservant des remises et des ateliers, totalisant environ 1 200 m2, destinées au matériel roulant. Le fond de la cour fut ultérieurement utilisé par des remises supplémentaires, construites avec une charpente constituée d'arcs de béton.
Ce site servit ensuite pour le remisage des trolleybus puis des bus urbains, et est utilisé comme caserne de pompiers.

### Installations électriques

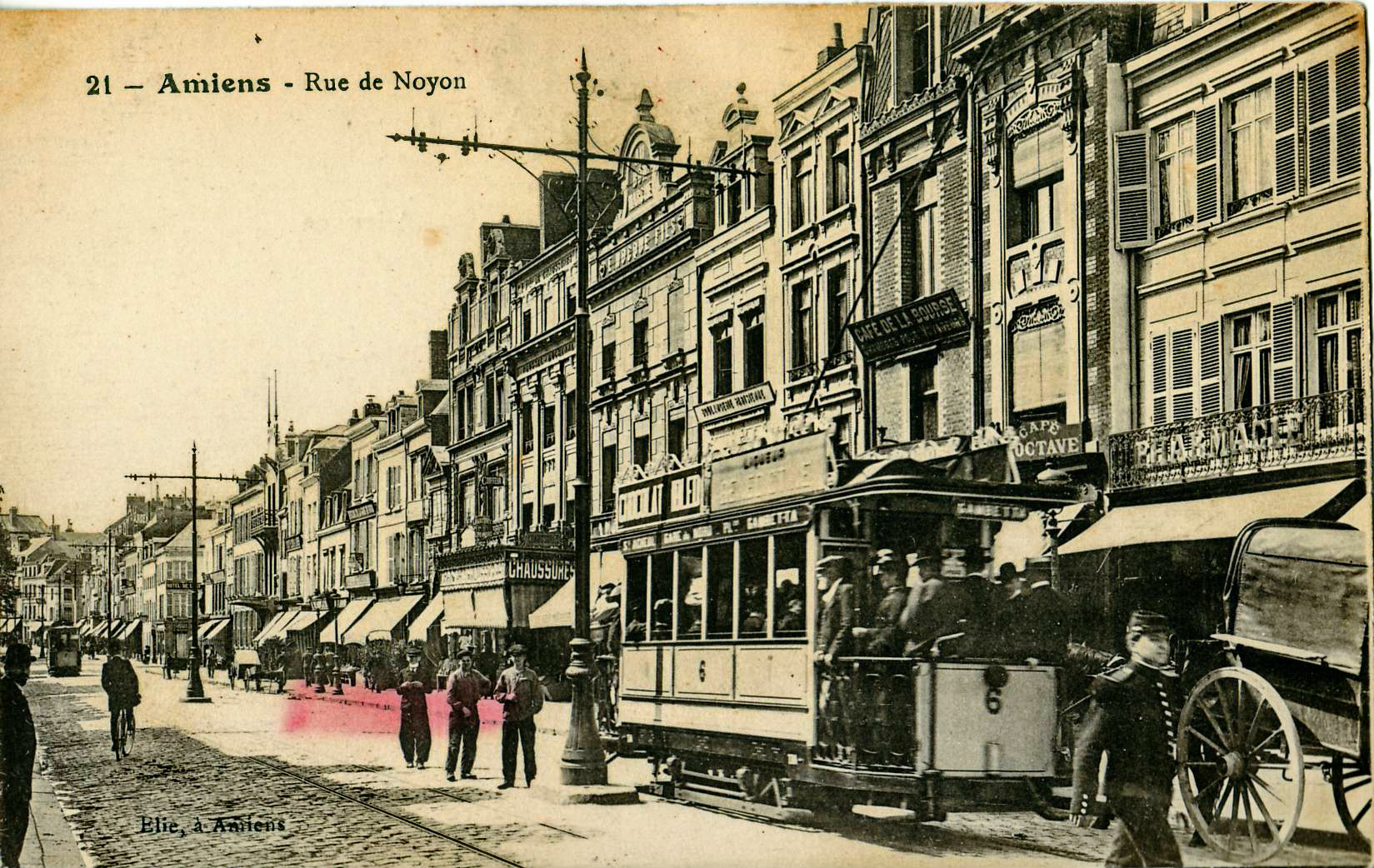
On distingue clairement sur cette carte postale le support à console double de la ligne aérienne de la Route de Noyon, ainsi que la motrice no 6

#### Usine électrique
Le réseau était alimenté en énergie électrique dès 1899 par une centrale électrique installée 50 boulevard du Cange, sur un terrain de 1 200 m2 et qui fonctionnait au charbon.
Elle comprenait trois chaudières de 360 m2 de surface de chauffe, chacune alimentant une machine à vapeur Corliss mono-cylindre, entraînant par courroie une dynamo Thomson 3DC type MP 6 de 150 kW et 550 volts continus.
À partir de 1910, les lignes sont alimentées par le réseau de la Compagnie générale d'électricité, les Tramways d'Amiens conservant la centrale comme équipement de secours.

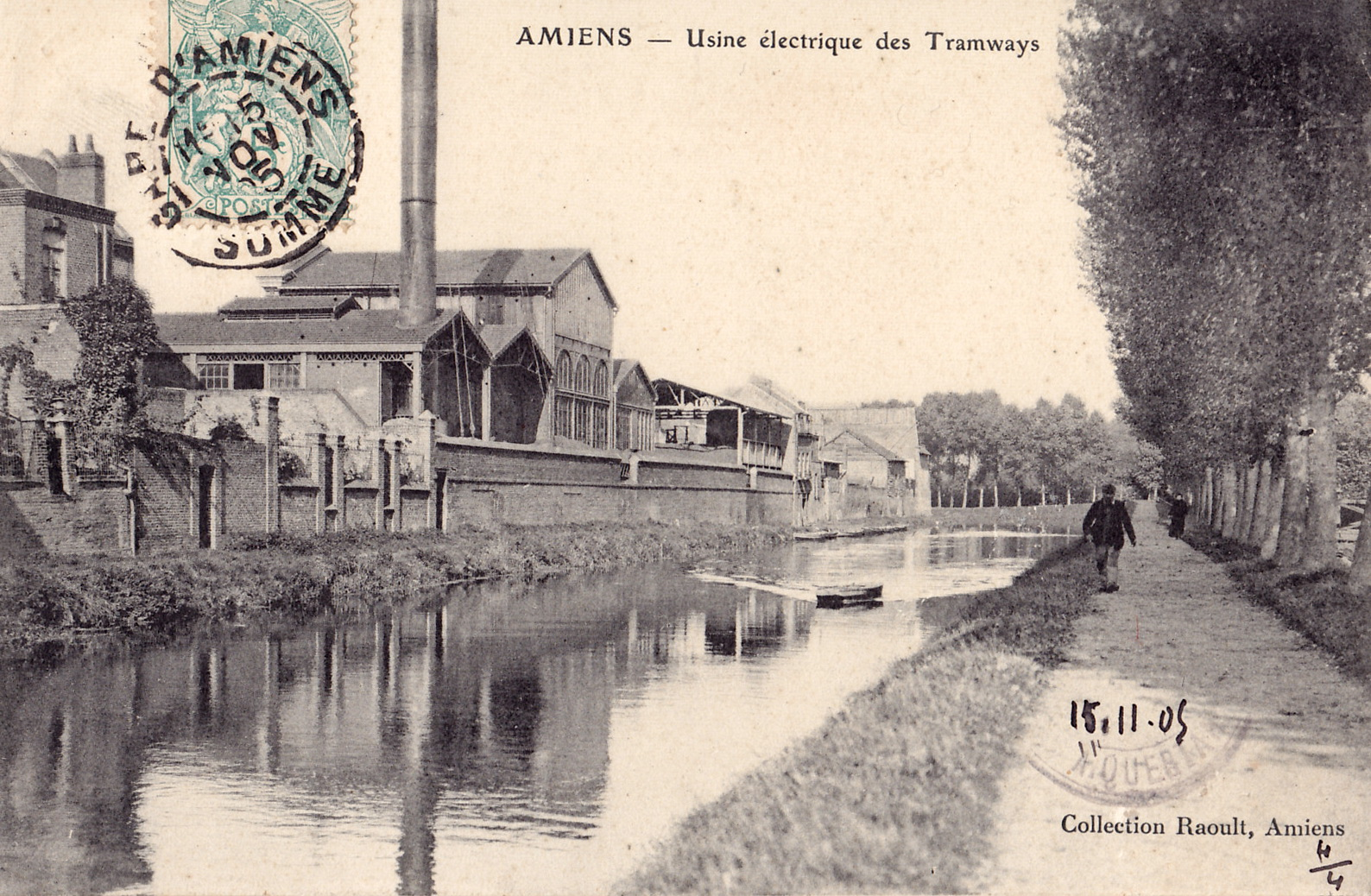
L'arrière de la centrale électrique, vers 1905
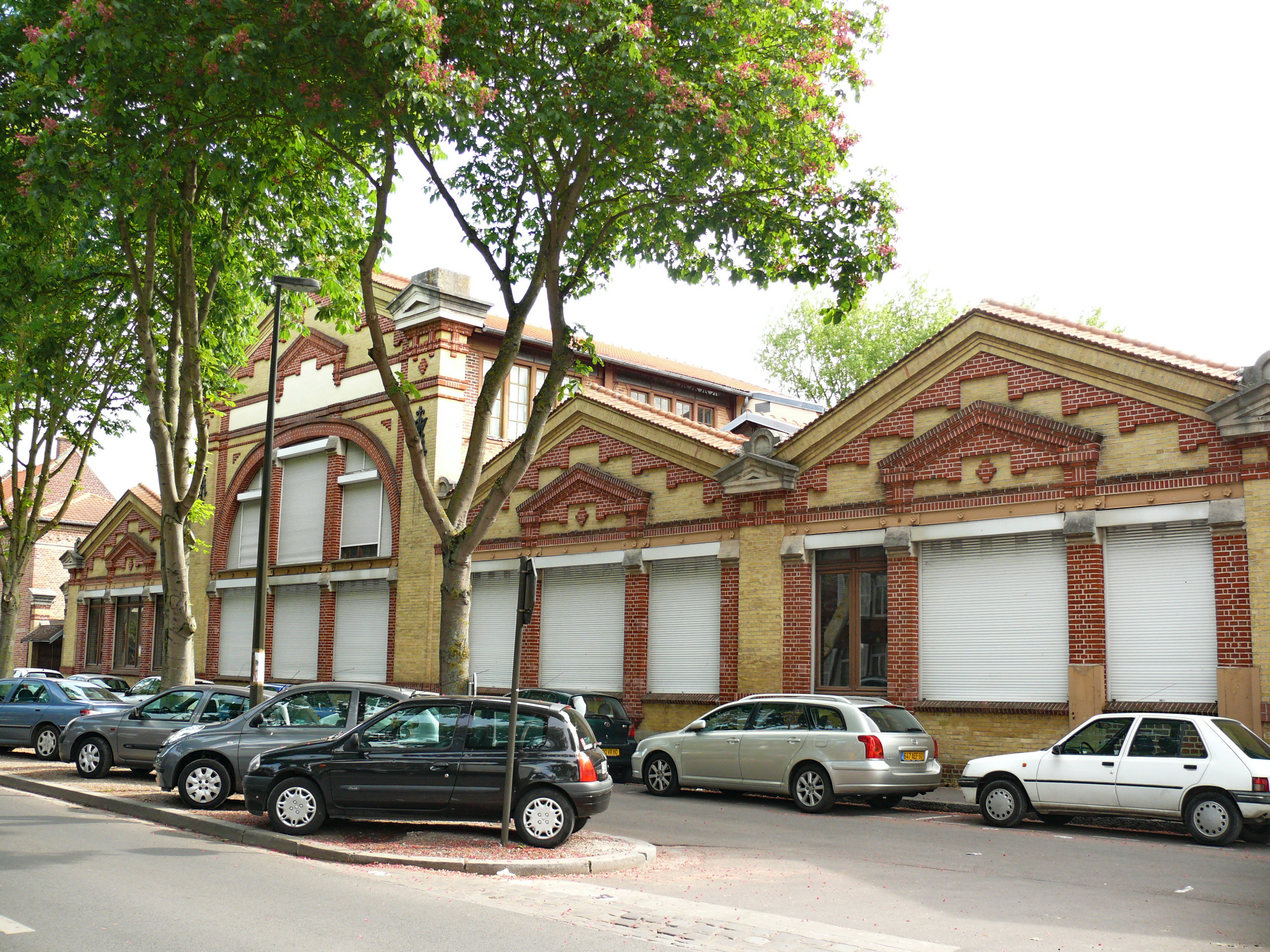
Façade de la centrale électrique, 50 boulevard du Cange, en 2011

Une seconde centrale fut mise en service en 1936 sur l'emplacement de l'actuel centre administratif, en bordure de Somme.

#### La ligne de contact
L'électricité était distribuée  aux tramways par une ligne aérienne de contact dite en fil de trolley, de 8,25 mm. de diamètre, simple ou double, suspendue par des câbles transversaux aux façades des immeubles voisins, ou par des poteaux soutenant des consoles de suspension.
Ces consoles étaient situés dans l'entrevoie dans les sections à double voie du Boulevard de Saint-Acheul et, à l'origine, Rue de Noyon.

## Exploitation

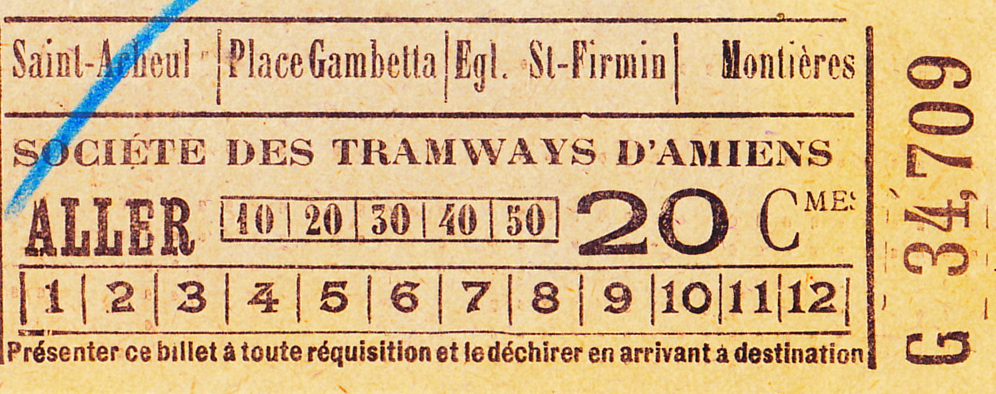
Billet du tramway, en papier fin.

Le cahier des charges de 1887 prévoyait que chaque ligne serait parcourue par au moins trente allers-retours journaliers.
La compagnie transporta en 1902 4,5 million de voyageurs, 6,6 millions de voyageurs en 1911 et 8,9 millions de voyageurs 1932, grâce à un personnel dont l'effectif passa, aux mêmes années, de 142 salariés à 193 salariés puis 321.

### Matériel roulant

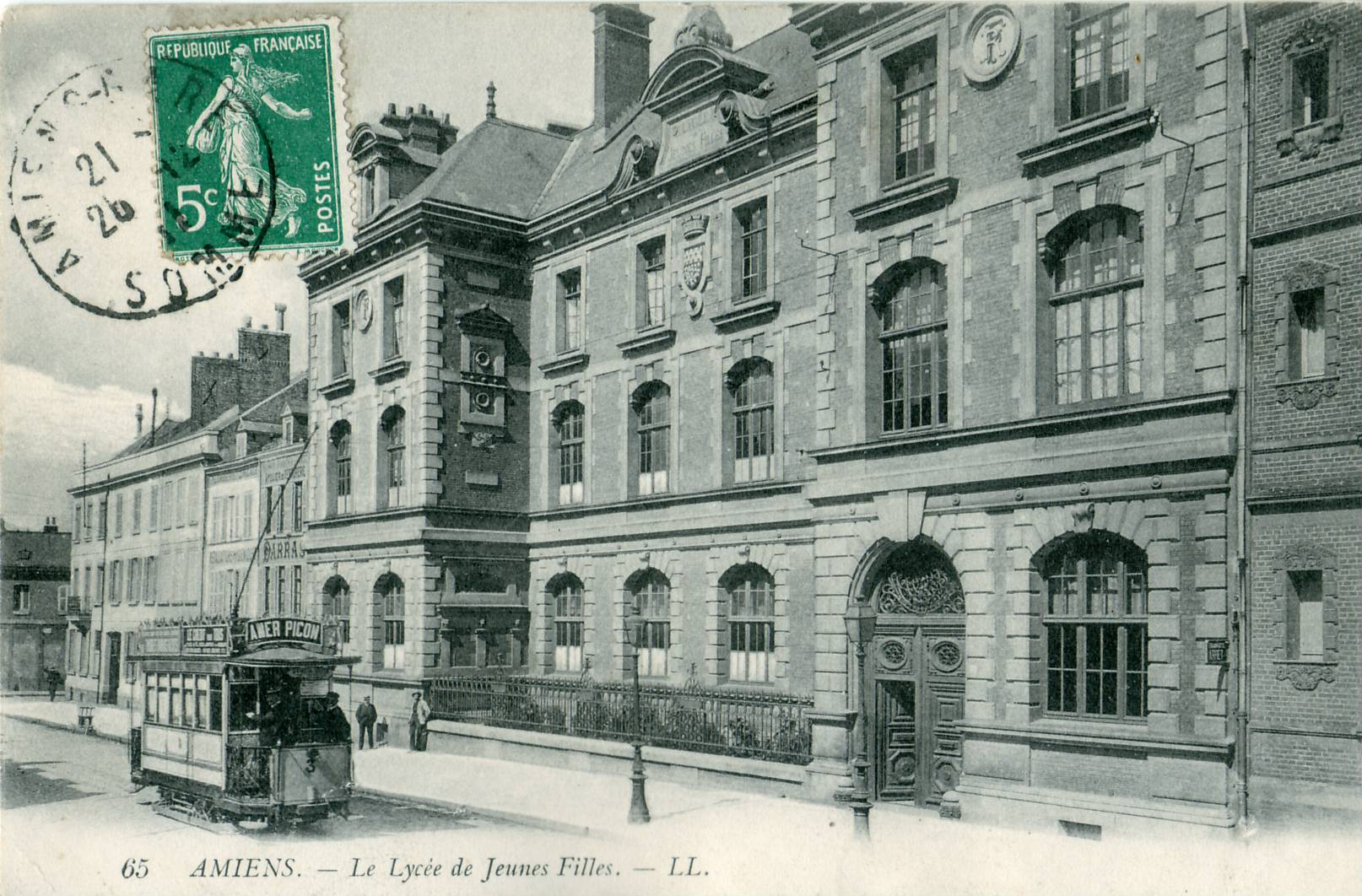
Motrice no 3 devant le Lycée de jeunes filles

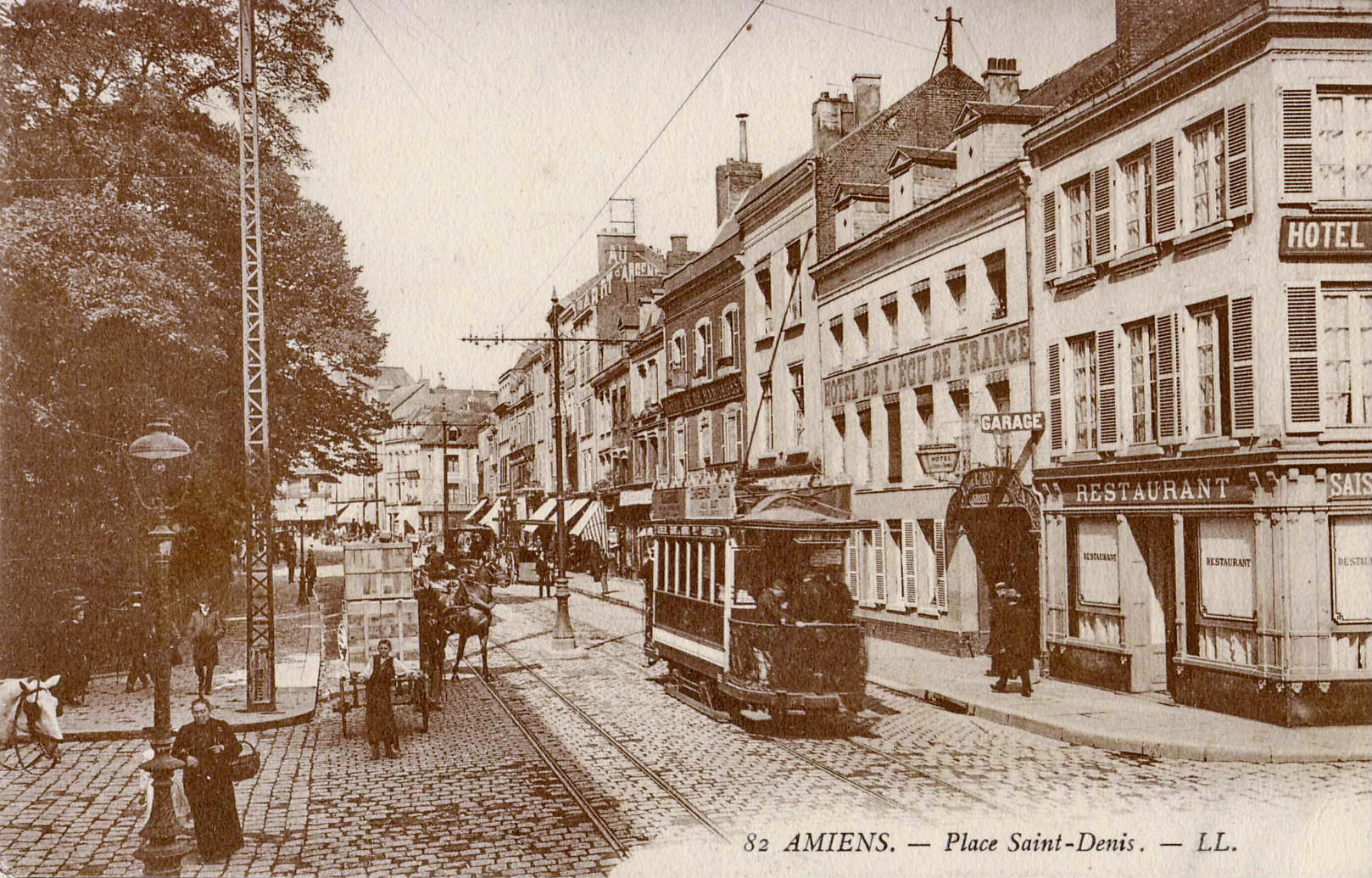
Évitement, Place Saint-Denis

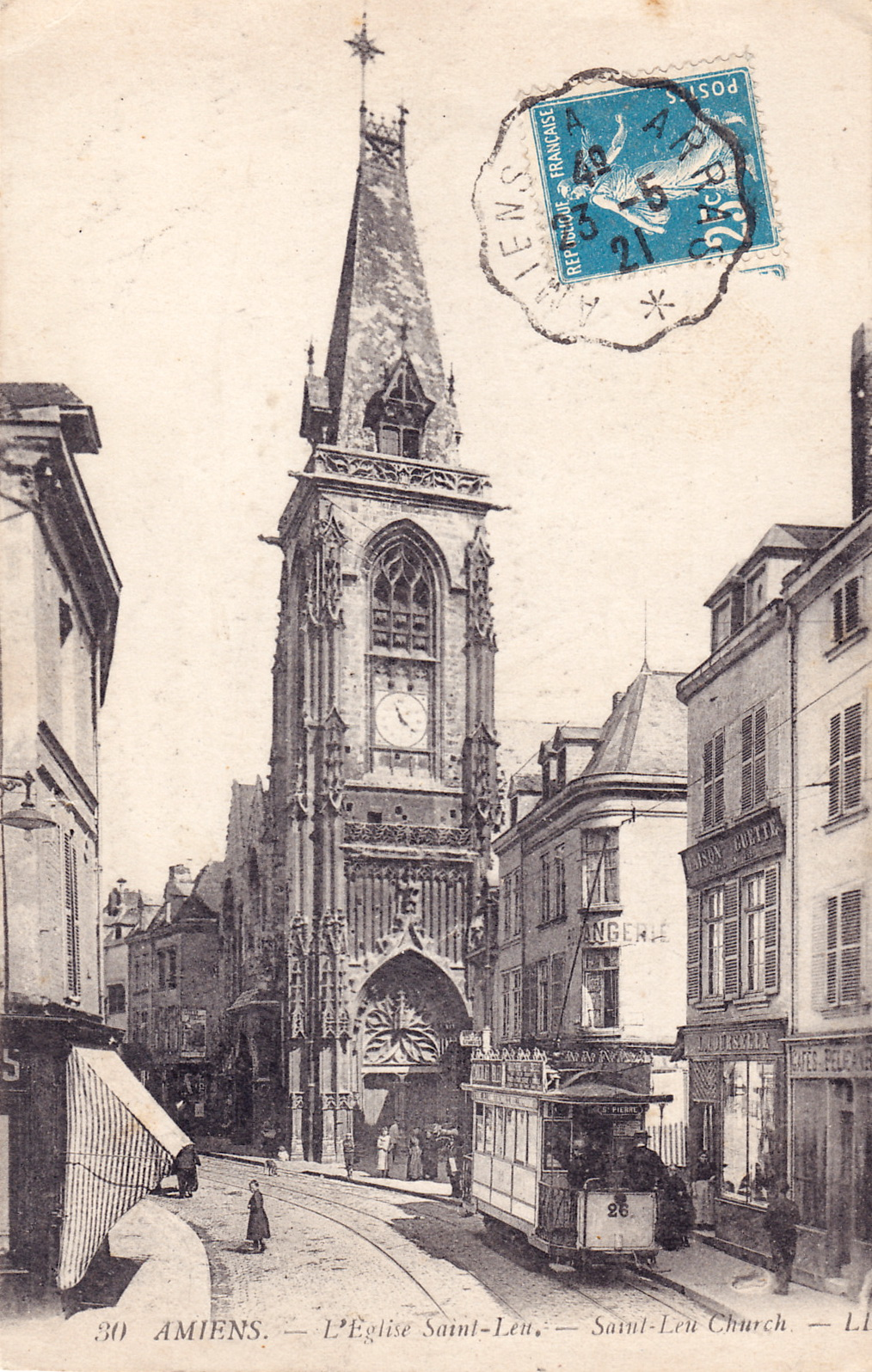
Motrice no 26 devant l'église Saint-Leu.

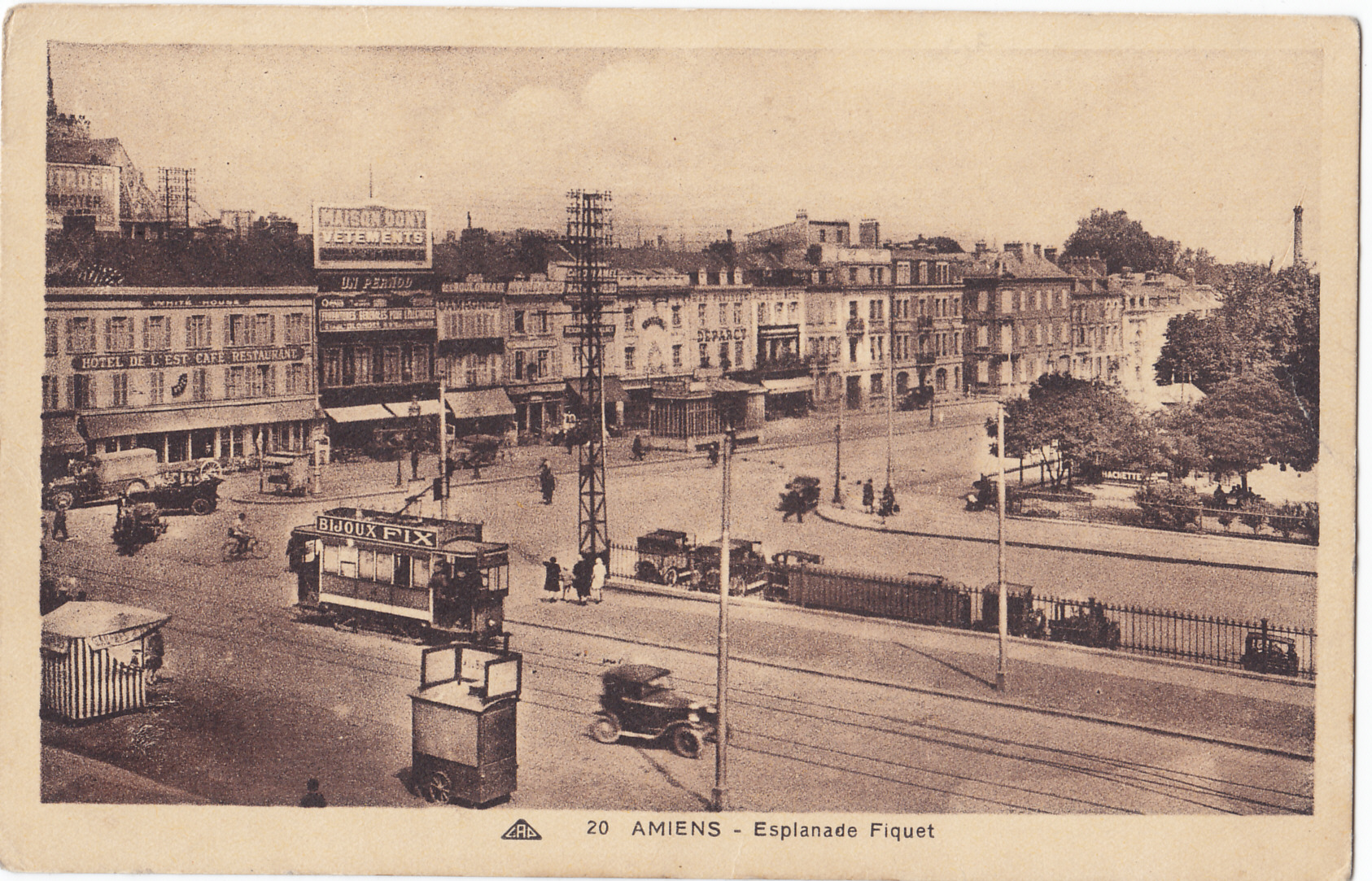
Motrice vers 1925 sur l'Esplanade Fiquet

Le gabarit du matériel roulant était limité par le cahier des charges de la concession à 1,80 m de large et 4 m. de haut.
Le matériel roulant initial du tramway d'Amiens était constitué de 28 motrices bidirectionnelles, d'un type léger (7,5 tonnes) classique à l'époque, constitué d'une caisse en bois divisée en deux compartiments de dix places chacun, l'un  de première classe et l'autre de seconde classe, desservis par deux plates-formes ouvertes, et dont la livrée était jaune clair au-dessus de la ceinture, et vert franc au-dessous avec des filets jaune clair soulignant les panneaux, le châssis étant, lui, peint en noir
Ces caisses reposaient sur un truck à deux essieux initialement propulsés par un seul moteur, type TH 2, de 35 ch. Un second moteur fut rapidement rajouté, permettant une vitesse de circulation de 24 km/h, soit environ 12 km/h de vitesse commerciale.
En 1902, le matériel roulant était constitué de trente motrices ainsi que de 18 remorques, provenant de la transformation du matériel  hippomobile d'origine, sommairement adaptés aux besoins de la traction électrique (attelage, éclairage électrique), pouvant transporter, selon les modèles, de 32 places fermées ou ouvertes, pour l'été, de 35 à 40 places.
Une dizaine de motrices supplémentaires, pratiquement identiques aux premières, furent livrées, sans doute en 1906 pour permettre l'exploitation des nouvelles lignes.
Initialement à plateformes ouvertes, celles-ci furent vestibulées (fermées) en plusieurs phases, la dernière, vers 1930, étant destinée à permettre une exploitation à un seul agent, le conducteur.
En 1923, la CTA disposait de quarante motrices électriques et quelques remorques. Quinze remorques neuves furent acquises par la CTA en 1931.
Peu avant la Seconde Guerre mondiale, le réseau était essentiellement exploité avec des motrices modernisées, à l'exception de la ligne 1, qui conservait ses motrices anciennes.

## Les projets
La Communauté d'agglomération Amiens Métropole a engagé en 2010 des études en vue de la constitution d'un réseau de transport en commun en site propre (TCSP), qui pourrait prendre la forme de bus à haut niveau de service ou de tramway,, privilégiant « l’axe nord-sud : de la citadelle au nord au CHU au sud en passant par la ZAC Intercampus ». Elle organise au premier semestre 2012 une série de conférences sur les transports amiénois et les solutions mises en œuvre dans d'autres agglomérations. Une décision est escomptée fin 2012, notamment en ce qui concerne le choix du mode de transport.
La décision a été prise en conseil communautaire d'Amiens Métropole. Le choix est porté sur le tramway sur fer, avec une mise en service prévue en 2018-2019, avec une possible commande groupé de rames avec l'agglomération de Caen.
À la suite des élections de 2014, qui sont une défaite pour la majorité municipale et communautaire d'alors — porteuse du projet —, la nouvelle maire d'Amiens Brigitte Fouré et par extension le nouveau président Alain Gest décident de suspendre le projet au moins durant le temps de leurs mandats respectifs, appliquant ainsi une promesse électorale (le tramway a d'ailleurs été au cœur des débats) et malgré une annonce de projet de tram sur pneus (de type TVR),. De plus, l'accord passé avec l'agglomération de Caen devient caduc, là aussi pour des raisons de changement de majorité. En décembre 2014, le conseil communautaire vote le financement d'une étude portant sur la mise en place d'un réseau de bus à haut niveau de service (BHNS) ; ce dernier est entré en service en mai 2019.